# Championnats du monde d'Ironman 70.3 2008
Navigation
Édition précédente Édition suivante
Les championnats du monde d'Ironman 70.3 2008 se déroule le 8 novembre 2008 à Clearwater en Floride. Ils sont organisés par la World Triathlon Corporation

## Résultats du championnat du monde

### Hommes
| Pos.    | Temps           | Nom               | Pays             | Détail temps | Détail temps | Détail temps    | Détail temps | Détail temps    |
| Pos.    | Temps           | Nom               | Pays             | Natation     | T1           | Cyclisme        | T2           | Course à pied   |
| ------- | --------------- | ----------------- | ---------------- | ------------ | ------------ | --------------- | ------------ | --------------- |
|         | 3 h 40 min 10 s | Terenzo Bozzone   | Nouvelle-Zélande | 22 min 17 s  | 1 min 59 s   | 2 h 01 min 29 s | 1 min 29 s   | 1 h 12 min 57 s |
|         | 3 h 40 min 42 s | Andreas Raelert   | Allemagne        | 22 min 22 s  | 2 min 21 s   | 2 h 03 min 27 s | 1 min 32 s   | 1 h 10 min 54 s |
|         | 3 h 41 min 47 s | Richie Cunningham | Grande-Bretagne  | 22 min 29 s  | 1 min 53 s   | 2 h 02 min 08 s | 1 min 28 s   | 1 h 13 min 50 s |
| 4       | 3 h 42 min 28 s | Oscar Galíndez    | Argentine        | 23 min 47 s  | 2 min 03 s   | 1 h 59 min 55 s | 1 min 56 s   | 1 h 14 min 47 s |
| 5       | 3 h 43 min 22 s | Reinaldo Colucci  | Brésil           | 23 min 03 s  | 2 min 09 s   | 2 h 00 min 34 s | 1 min 49 s   | 1 h 15 min 47 s |
| 6       | 3 h 44 min 30 s | Andy Potts        | États-Unis       | 21 min 44 s  | 1 min 47 s   | 2 h 02 min 58 s | 1 min 45 s   | 1 h 16 min 16 s |
| 7       | 3 h 45 min 11 s | Luke McKenzie     | Australie        | 22 min 22 s  | 2 min 03 s   | 2 h 02 min 01 s | 1 min 29 s   | 1 h 17 min 16 s |
| 8       | 3 h 45 min 43 s | Brent McMahon     | Canada           | 22 min 20 s  | 2 min 00 s   | 2 h 03 min 56 s | 5 min 51 s   | 1 h 11 min 36 s |
| 9       | 3 h 46 min 22 s | Joseph Gambles    | Royaume-Uni      | 23 min 46 s  | 1 min 22 s   | 2 h 01 min 25 s | 1 min 44 s   | 1 h 18 min 05 s |
| 10      | 3 h 46 min 34 s | Fraser Cartmell   | Royaume-Uni      | 22 min 09 s  | 2 min 01 s   | 2 h 02 min 24 s | 1 min 39 s   | 1 h 18 min 21 s |
| Source: |                 |                   |                  |              |              |                 |              |                 |

### Femmes
| Pos.    | Temps           | Nom               | Pays        | Détail temps | Détail temps | Détail temps    | Détail temps | Détail temps    |
| Pos.    | Temps           | Nom               | Pays        | Natation     | T1           | Cyclisme        | T2           | Course à pied   |
| ------- | --------------- | ----------------- | ----------- | ------------ | ------------ | --------------- | ------------ | --------------- |
|         | 4 h 02 min 49 s | Joanna Zeiger     | États-Unis  | 23 min 06 s  | 2 min 17 s   | 2 h 13 min 44 s | 1 min 45 s   | 1 h 21 min 59 s |
|         | 4 h 04 min 07 s | Mary Beth Ellis   | États-Unis  | 23 min 32 s  | 2 min 14 s   | 2 h 13 min 19 s | 1 min 46 s   | 1 h 23 min 19 s |
|         | 4 h 07 min 32 s | Becky Lavelle     | États-Unis  | 23 min 03 s  | 2 min 09 s   | 2 h 13 min 50 s | 1 min 47 s   | 1 h 26 min 46 s |
| 4       | 4 h 09 min 10 s | Julie Dibens      | Royaume-Uni | 23 min 17 s  | 2 min 18 s   | 2 h 13 min 22 s | 1 min 42 s   | 1 h 28 min 31 s |
| 5       | 4 h 15 min 32 s | Nina Kraft        | Allemagne   | 23 min 35 s  | 2 min 19 s   | 2 h 24 min 28 s | 1 min 49 s   | 1 h 23 min 21 s |
| 6       | 4 h 16 min 00 s | Erika Csomor      | Hongrie     | 27 min 41 s  | 2 min 35 s   | 2 h 20 min 08 s | 1 min 48 s   | 1 h 23 min 48 s |
| 7       | 4 h 16 min 28 s | Catriona Morrison | Royaume-Uni | 28 min 04 s  | 2 min 03 s   | 2 h 18 min 41 s | 2 min 41 s   | 1 h 24 min 59 s |
| 8       | 4 h 16 min 49 s | Angela Naeth      | Canada      | 28 min 32 s  | 2 min 14 s   | 2 h 17 min 34 s | 1 min 57 s   | 1 h 26 min 32 s |
| 9       | 4 h 18 min 50 s | Leanda Cave       | Royaume-Uni | 23 min 24 s  | 2 min 26 s   | 2 h 22 min 32 s | 2 min 17 s   | 1 h 28 min 11 s |
| 10      | 4 h 20 min 28 s | Amanda Stevens    | États-Unis  | 23 min 29 s  | 2 min 19 s   | 2 h 24 min 23 s | 1 min 40 s   | 1 h 28 min 37 s |
| Source: |                 |                   |             |              |              |                 |              |                 |